# Юдзукі Асако
Юдзукі Асако (яп. 柚木 麻子; нар. 2 серпня 1981, Токіо) — японська письменниця. Лауреатка премії All Yomimono для письменників-початківців і премії Ямамото Шюґоро, кілька разів була номінована на премію Наокі. Її романи були адаптовані для телебачення, радіо та кіно.

## Біографія
Юдзукі народилася 2 серпня 1981 року в Токіо. В молодшій школі читала книжки іноземних авторів, зокрема серію книжок «Рамона» Беверлі Клірі, «Енн із Зелених Дахів» Люсі Мод Монтгомері та підліткові романи Джуді Блум. В середній школі Юдзукі важко захворіла, і під час лікування прочитала роман «Кухня» Йошімото Банани, який надихнув її почати читати більше японської літератури. Пізніше вивчала французьку літературу в Університеті Ріккьо. Після написання дипломної роботи про Оноре де Бальзака та закінчення навчання Юдзукі працювала у кондитерській, але згодом залишила цю роботу, щоб зосередитися на письменництві.

## Кар‘єра
У 2008 році Юдзукі була нагороджена 88-ю премією All Yomimono для письменників-початківців за оповідання «Forget Me, Not Blue» про цькування у протестантській школі для дівчат у Токіо. Оповідання було вперше опубліковано в літературному журналі All Yomimono і пізніше зібрано з іншими трьома пов‘язаними опоповіданнями у збірці 2010 року «Дівчина в кінці» (яп. 終点のあの子, латиніз.: Shūten no ano ko), яка стала першою виданою книжкою Юдзукі. У 2011 році в Асахі Шімбун було надруковано її роман «Красуня, яка плаче» (яп. 嘆きの美女, латиніз.: Nageki no bijo). В основі сюжету жінка, яку засмучує переважання привабливих людей в Інтернеті, через що вона намагається зіпсувати сайт присвячений проблемам гарних жінок. Згодом роман було адаптовано в комедійний серіал NHK BS Premium з Ядою Акіко в головній ролі.
У 2013 році були опублікувані кілька книжок Юдзукі, зокрема «Повернення королеви» (яп. 王妃の帰還, латиніз.: Ōhi no kikan), «Обід Акко» (яп. ランチのアッコちゃん, латиніз.: Ranchi no Akko-chan) та «Іто-кун від А до Е» (яп. 伊藤くん A to E, латиніз.: Itō-kun A to E). «Повернення королеви» було опубліковано видавництвом Jitsugyo no Nihon Sha. У центрі роману дівчина, яка навчається в середній школі і приєднується до групи менш популярних дівчат отаку. У 2018 році він був адаптований в NHK радіодраму. «Обід Акко» було опубліковано видавництвом Futabasha. Збірка містить чотири пов‘язані оповідання про розвиток стосунків молодої офісної працівниці і її керівниці. Згодом було адаптовано в NHK BS Premium телевізійну драму з Ренбуцу Місако і Тодою Нахо в головних ролях. «Іто-кун від А до Е» опубліковало видавництво Gentosha. У книжці описано історії різних жінок, зацікавлених в одному чоловікові. Ця серія оповідань була номінована на 150-ту премію Наокі, що стало першою номінацією Юдзукі на цю нагороду. Вона не отримала її, премію присудили Асай Макате і Хімено Каоруко. У 2017 році її було адаптовано в комедійний телесеріал «Багатоликий Іто» з Кімурою Фуміно в головній ролі і режисером Хірокі Рюйчі. Також у кінотеатрах була випущена кіноверсія.
У 2014 році видавництвом Shinchosha було опубліковано роман «Діана та її книжки» (яп. 本屋さんのダイアナ, латиніз.: Honya-san no Daiana). В ньому розповідається про дружбу двох дівчат різного соціального статусу. У тому ж році він був номінований на 151-у премію Наокі, яку отримав Куракава Хіроюкі. У 2015 році видавництвом Bungeishunjū був надрукований роман «Клуб дівчат Nile Perch» (яп. ナイルパーチの女子会, латиніз.: Nairu pāchi no joshikai). У центрі сюжету дві жінки, блогерка та її поклонниця, яких об'єднує відсутність подруг і почуття самотності. Роман отримав 28-му премію Ямамото Шюґоро та був номінований на 153-ю премію Наокі, яку отримав комік Матайоші Наокі.
У 2017 році було видано нову книжку Юдзукі «Масло» (яп. バター, латиніз.: batā). Роман про журналістку та її дослідження справи жінки, яку звинувачують у заманюванні чоловіків своїми стравами і подальшому вбивстві. Сюжет частково оснований на реальних подіях, пов'язаних з підозрілими смертями чоловіків середнього віку, які призвели до засудження за вбивство та смертного вироку Кіджіми Канае. За цей роман Юдзукі була номінована вчетверте на 157-му премію Наокі, яку отримав Сато Шьоґо.
У 2018 році видавництво Shodensha опублікувало «Date cleansing» (яп. デートクレンジング, латиніз.: Dēto kurenjingu). Роман про дружбу двох жінок, які вчаться жити вільно від стереотипів, встановлених суспільством.
У 2019 році в Асахі Шімбун було надруковано книжку «Чарівна бабуся» (яп. マジカルグランマ, латиніз.: Majikaru guranma). Йдеться про 75-річну колишню акторку, яка втрачає роботу і опиняється у скрутному стані. Роман був номінований на 161-у премію Наокі.
У 2024 році роман «Масло» стає першою книжкою, яка була перекладена і видана англійською мовою. Переклад здійснила Поллі Бартон. Цей роман отримав щорічну британську премію Waterstones Book of the Year 2024.

## Нагороди
- 2008 — 88-а премія All Yomimono для письменників-початківців[29]
- 2015 — 28-а премія Ямамото Шюґоро[en][30]

## Адаптації
- 2013 — «Красуня, яка плаче» (яп. 嘆きの美女, латиніз.: Nageki no bijo), NHK BS Premium[31]
- 2015 — «Обід Акко» (яп. ランチのアッコちゃん, латиніз.: Ranchi no Akko-chan), NHK BS Premium[32]
- 2017 — «Багатоликий Іто», MBS/Netflix[33]
- 2018 — «Повернення королеви» (яп. 王妃の帰還, латиніз.: Ōhi no kikan), NHK FM (радіо)[9]

## Вибрані твори
- 2010 — «Дівчина в кінці» (яп. 終点のあの子, латиніз.: Shūten no ano ko), Bungeishunjū[en]
- 2011 — «Красуня, яка плаче» (яп. 嘆きの美女, латиніз.: Nageki no bijo), Асахі Шімбун
- 2012 — «Готель моєї мрії» (яп. 私にふさわしいホテル, латиніз.: Watashi ni Fusawashii Hoteru), Fusosha Publishing[en]
- 2013 — «Повернення королеви» (яп. 王妃の帰還, латиніз.: Ōhi no kikan), Jitsugyo no Nihon Sha
- 2013 — «Обід Акко» (яп. ランチのアッコちゃん, латиніз.: Ranchi no Akko-chan), Futabasha
- 2013 — «Іто-кун від А до Е» (яп. 伊藤くん A to E, латиніз.: Itō-kun A to E), Gentosha[en]
- 2014 — «Діана та її книжки» (яп. 本屋さんのダイアナ, латиніз.: Honya-san no Daiana), Shinchosha
- 2015 — «Клуб дівчат Nile Perch» (яп. ナイルパーチの女子会, латиніз.: Nairu pāchi no joshikai), Bungeishunjū[en]
- 2017 — «Масло» (яп. バター, латиніз.: batā), Shinchosha
- 2018 — «Date cleansing» (яп. デートクレンジング, латиніз.: Dēto kurenjingu), Shōdensha
- 2019 — «Чарівна бабуся» ((яп. マジカルグランマ, латиніз.: Majikaru guranma), Асахі Шімбун